# ポート・キャンベル
ポート・キャンベル（Port Campbell）は、オーストラリアのビクトリア州にある小さな町。人口は478人（2016年）。ポート・キャンベル国立公園の中にある。
グレートオーシャンロード沿いに位置し、メルボルンからの日帰りドライブで休憩する観光客が多い。奇岩ザ・トゥエルブ・アポストルズに近い。

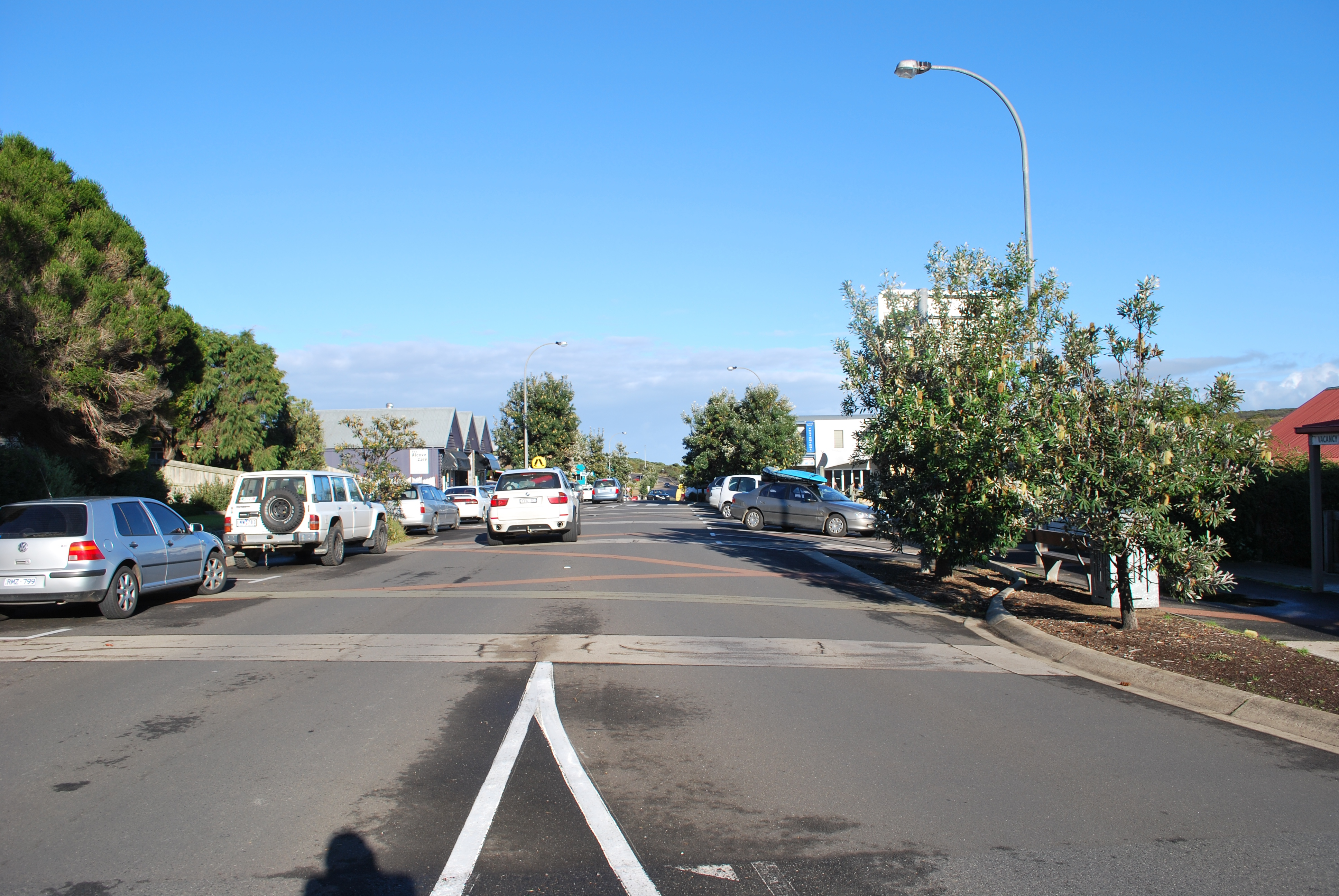
街並み